# Симон де Влигер
Симон де Влигер (на нидерландски: Simon de Vlieger) е холандски дизайнер и художник, най-известен с морските си пейзажи.

## Биография
Роден в Ротердам, Симон де Влигер се мести в Делфт през 1634 г., където се присъединява към гилдията на св. Лука, след което се установява в Амстердам през 1638 г. Независимо от пътуванията си той запазва къщата си в Ротердам до 1650 г., когато се премества във Вейсп – малко градче в покрайнините на Амстердам.
През 1630-те и 1640-те години Влигер е сред най-известните холандски маринисти. Той се разграничава от монохромния стил на Ян Порцелис и Вилем ван де Велде Стария и се стреми към по-реалистична употреба на цветовете, с детайлно и точно изобразяване на външността и конструкцията на кораба. Той рисува кораби в пристанища и в отркити води, както и бури и корабокрушения.
Освен с рисуване той прави дизайна на гоблените, офортите и стъклописите в Новата църква в Амстердам, както и таблото на органа в „Св. Лауренс“ в Ротердам.
Сред учениците му са Вилем ван де Велде Младия, Адриан ван де Велде и Ян ван де Капеле. Последният притежавал девет оригинала на картини на Влигер и повече от 1300 копия. Творбите на Влигер оказват силно влияние върху по-младото поколение маринисти.

## Галерия
- „Холандски боен кораб и други съдове“ (ок. 1642), Национална галерия, Лондон
- „Бурята“ (1646), Музей на изящните изкуства, Екатеринбург
- „Крайбрежна сцена“ (първата половина на 17 век), частна колекция
- „Бредерод напуска Хелевутслоус“ (неизвестна), Национален морски музей, Гринуич, Лондон, Англия
- „Отлив“ (ок. 1652), Музей на изящните изкуства, Страсбург
- "Пристигането на Вилхелм Орански в Ротердам" (1642), Ермитаж
- „Плаж до Схевенинген с продавачи на риба“ (ок. 1643), Музей „Валраф-Рихарц“, Кьолн, Германия
- „Пейзаж с река и дървета“ (първата половина на 17 век), Музей за изящни изкуства (Будапеща)
- „Сутрешен морски пейзаж“ (1640 – 1645), Национална галерия на изкуствата, Вашингтон, окръг Колумбия, САЩ
- „Бряг“ (1630-те), Ермитаж
- „Дюни и плаж с рибари и фар“, частна колекция
- „Фрегата и рибарска лодка в спокойно море“ (средата на 17 век), Галерия „Щадел“, Франкфурт